# Aartsbisdom Agra
Het aartsbisdom Agra (Latijn: Archidioecesis Agraënsis) is een rooms-katholiek aartsbisdom met als zetel Agra, in India. De aartsbisschop van Agra is metropoliet van de kerkprovincie Agra, waartoe ook de volgende suffragane bisdommen behoren:
- Ajmer
- Allahabad
- Bareilly
- Bijnor (Syro-Malabar)
- Gorakhpur (Syro-Malabar)
- Jaipur
- Jhansi
- Lucknow
- Meerut
- Udaipur
- Varanasi

## Geschiedenis
Het aartsbisdom werd opgericht op 17 mei 1784, als de missio sui iuris Hindustan, uit delen van het apostolisch vicariaat Great Mogul. In 1820 werd het verheven tot apostolisch vicariaat en veranderde van naam naar Tibet-Hindustan. In 1846 veranderde het van naam naar apostolisch vicariaat Agra. Op 1 september 1886 werd het verheven tot metropolitaan aartsbisdom. 

## Parochies
Het aartsbisdom had in 2022 een oppervlakte van 69.162 km2 en telde 29.568.500 inwoners waarvan 0,05% rooms-katholiek was.

## Ordinarii
Alle apostolisch vicarissen en aartsbisschoppen tot 1982 waren lid van de Kapucijnen. 

### Apostolisch vicarissen
- Zenobio Maria Benucci (29 augustus 1820 - 23 juni 1824)
- Antonino Pezzoni (27 januari 1826 - 1842)
  - Giuseppe Angelo di Fazio (coadjutor: 26 april 1836 - 5 december 1837)
- Giuseppe Antonio Giacomo Borghi (1842 - 5 november 1849; coadjutor sinds 14 augustus 1838)
- Gaetano Carli (5 november 1849 - 7 december 1856; coadjutor sinds 23 augustus 1842)
- Andjelik Juraj Bedenik (1 juni 1861 - 2 november 1866)

### Aartsbisschoppen
- Michael Angelus Jacobi (3 maart 1868 - 14 oktober 1891)
- Emmanuel Alfonso van den Bosch (2 mei 1892  - 5 mei 1897)
- Carlo Giuseppe Gentili (27 augustus 1898 - 30 december 1916)
- Angelo Raffaele Bernacchioni (7 augustus 1917 - 21 augustus 1937)
- Evangelista Latino Enrico Vanni (21 augustus 1937 - 21 november 1955; coadjutor sinds juli 1928)
  - Joseph Bartholomew Evangelisti (coadjutor: 10 juli 1952 - 29 februari 1956)
- Dominic Romuald Basil Athaide (29 februari 1956 - 26 juni 1982)
- Cecil DeSa (11 november 1983 - 16 april 1998)
- Vincent Michael Concessao (5 november 1998 - 7 september 2000)
- Oswald Gracias (7 september 2000 - 14 oktober 2006; kardinaal in 2007)
- Albert D’Souza (16 februari 2007 - 12 november 2020)
- Raphy Manjaly (12 november 2020 - heden)

## Galerij van afbeeldingen

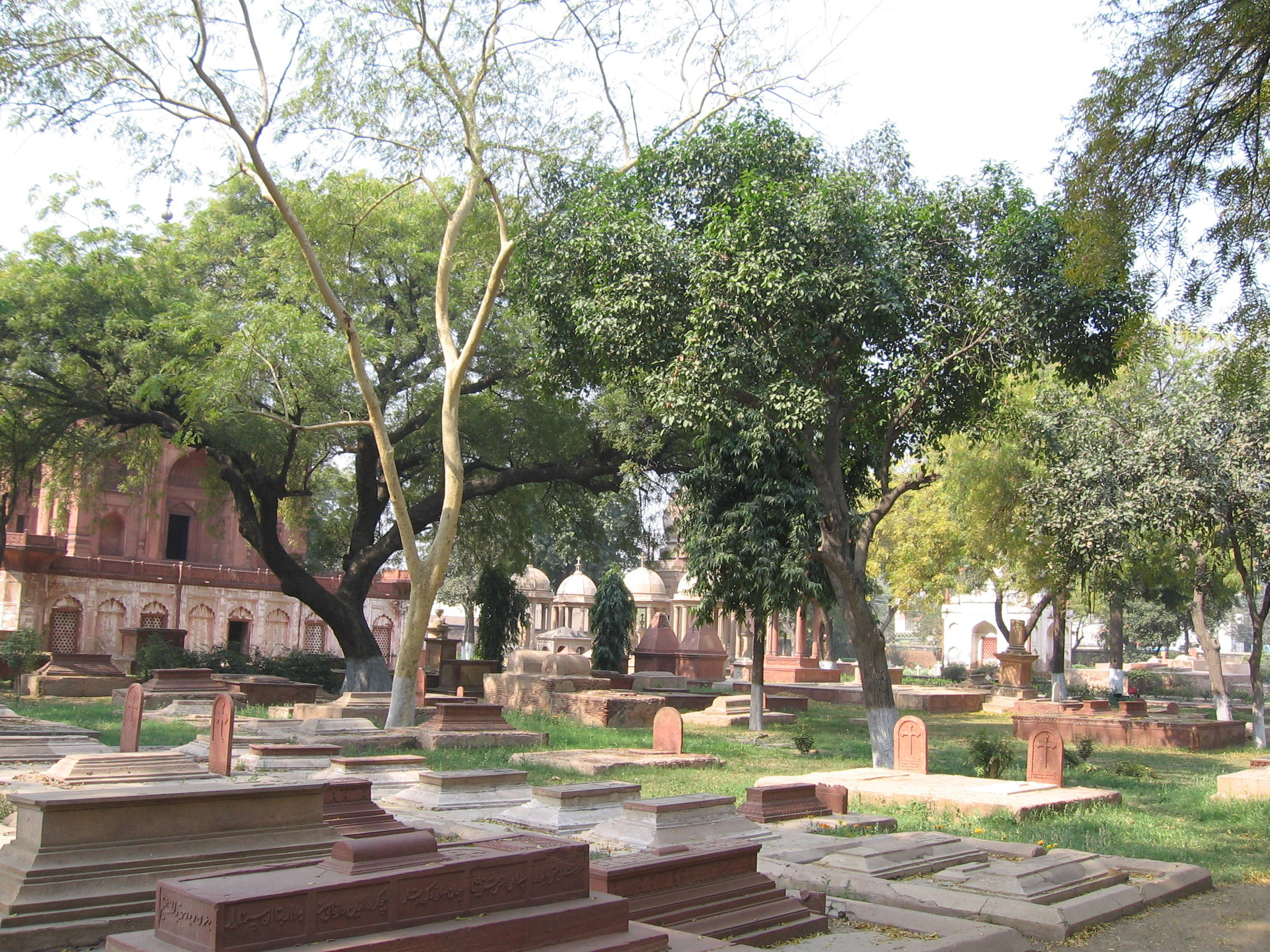
De begraafplaats in het noorden van de stad, aangelegd in de 17e eeuw, is de oudste Europese begraafplaats in Noord-India
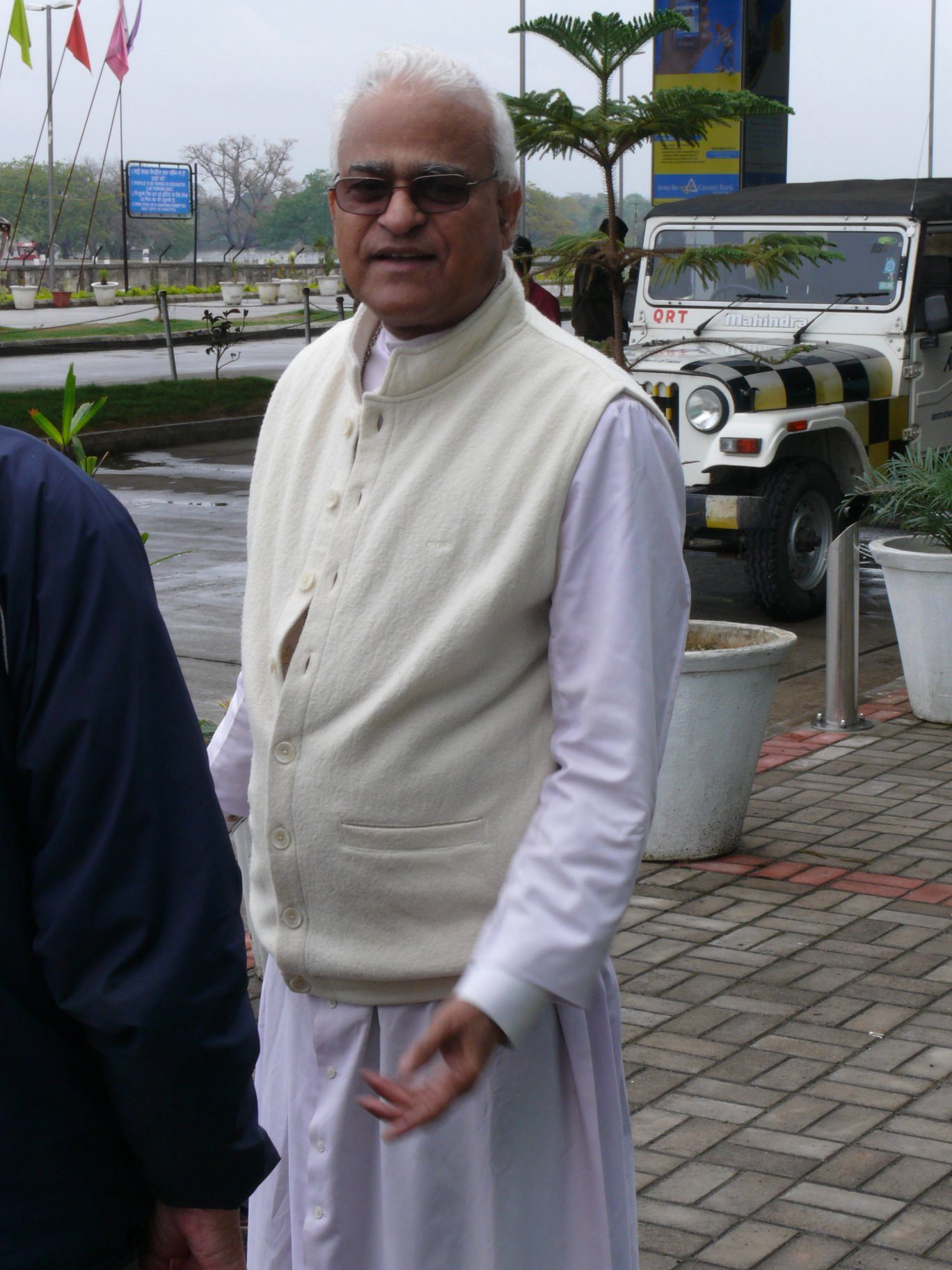
Aartsbisschop Albert D’Souza (2007-2020)
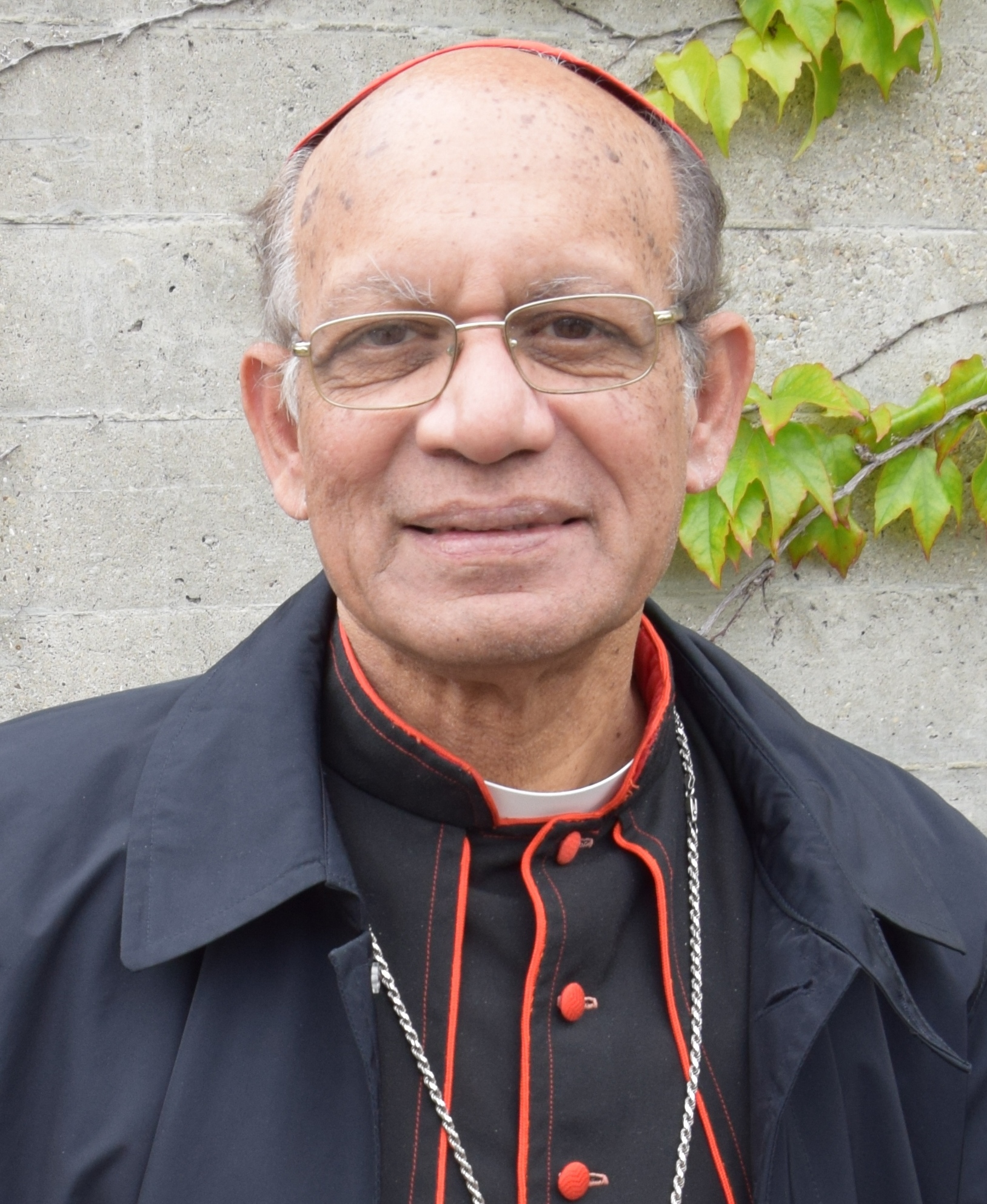
Aartsbisschop Oswald Gracias (2000-2006)